# Chrzanów (stad)
Chrzanów is een stad in het Poolse woiwodschap Klein-Polen, gelegen in de powiat Chrzanowski en gemeente Chrzanów. De oppervlakte bedraagt 38,31 km², het inwonertal 40.203 (2005).

## Geboren
- Andrzej Grabowski (1952), acteur, zanger, komiek

## Fotogalerij Chrzanów

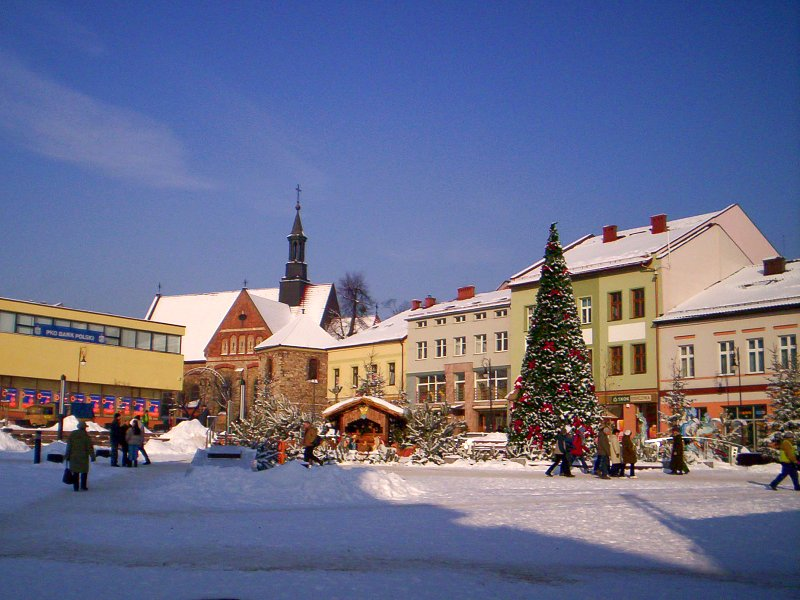
Marktplein
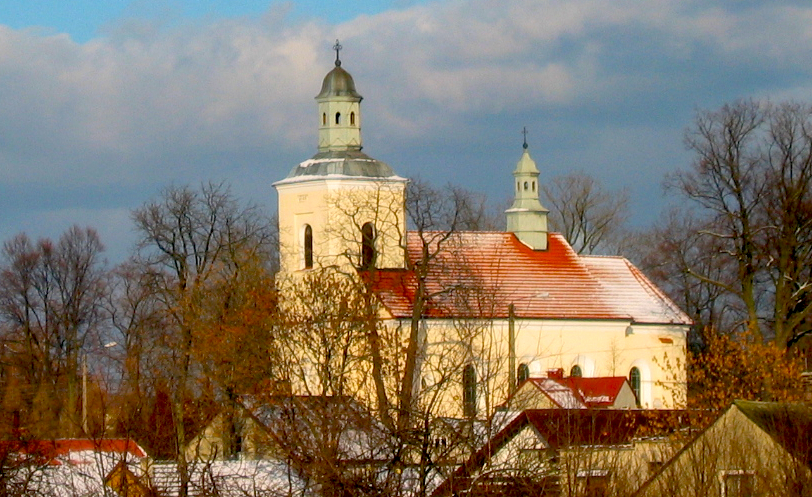
Sint-Johanneskerk
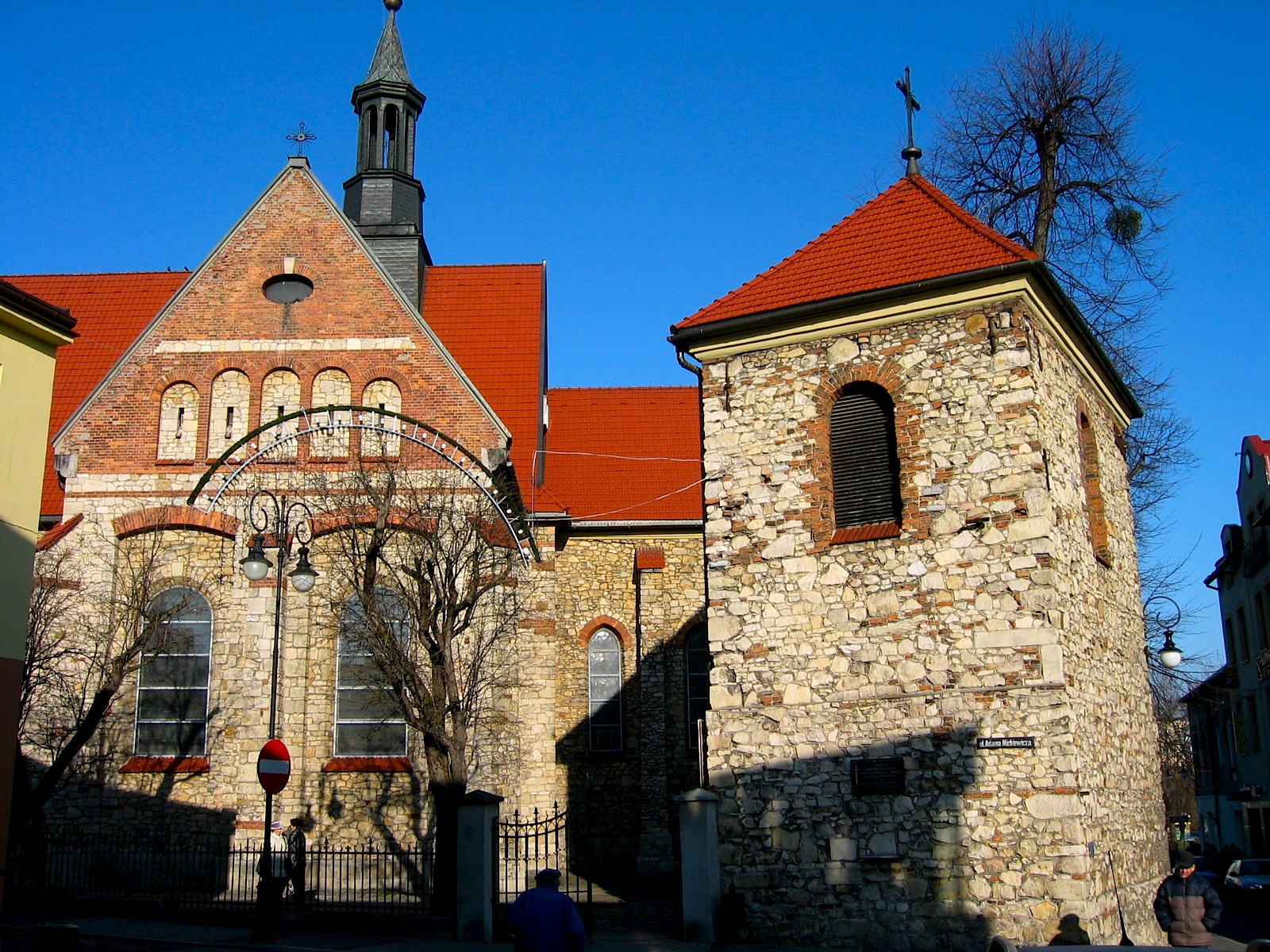
Sint-Niklaaskerk
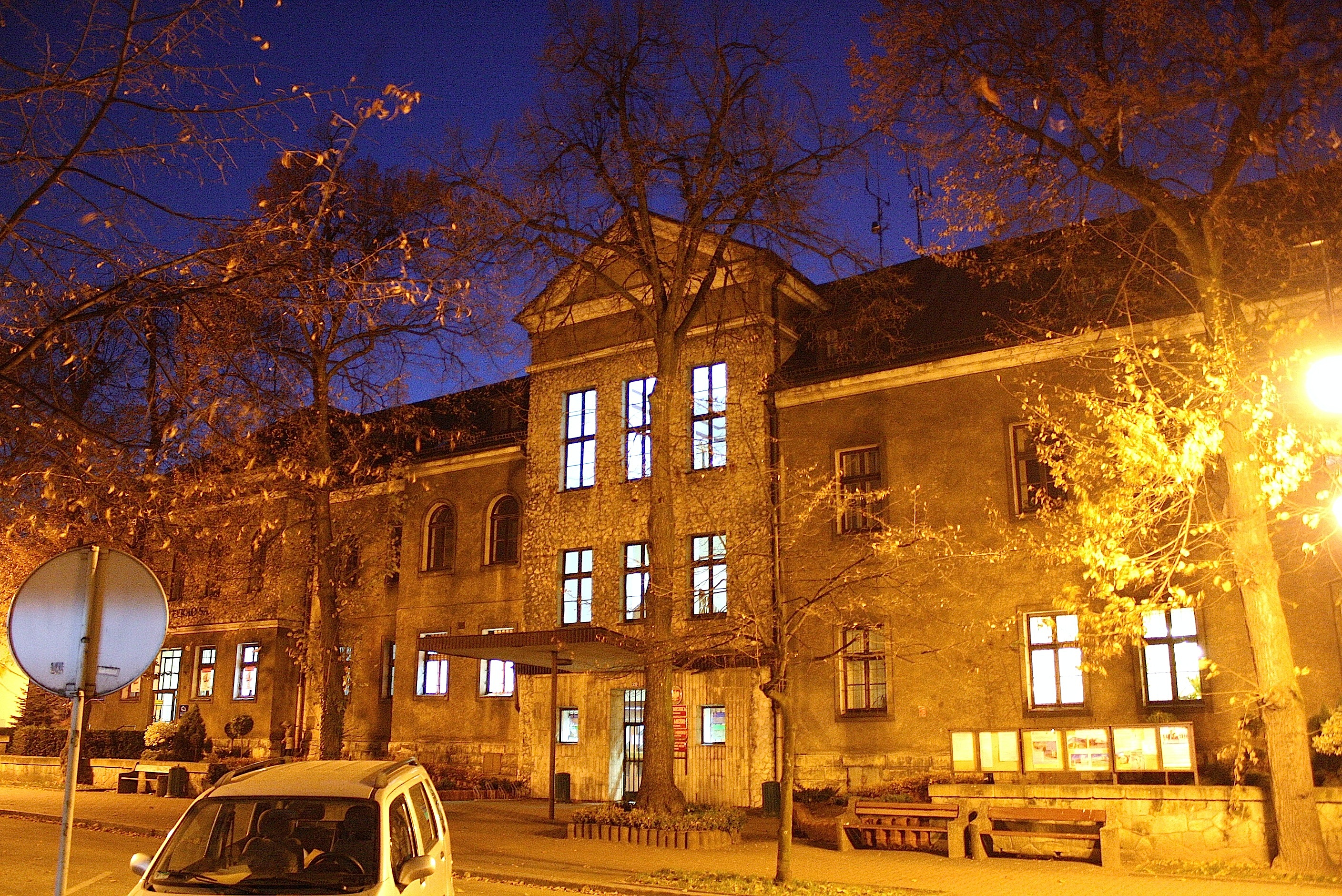
Raadhuis
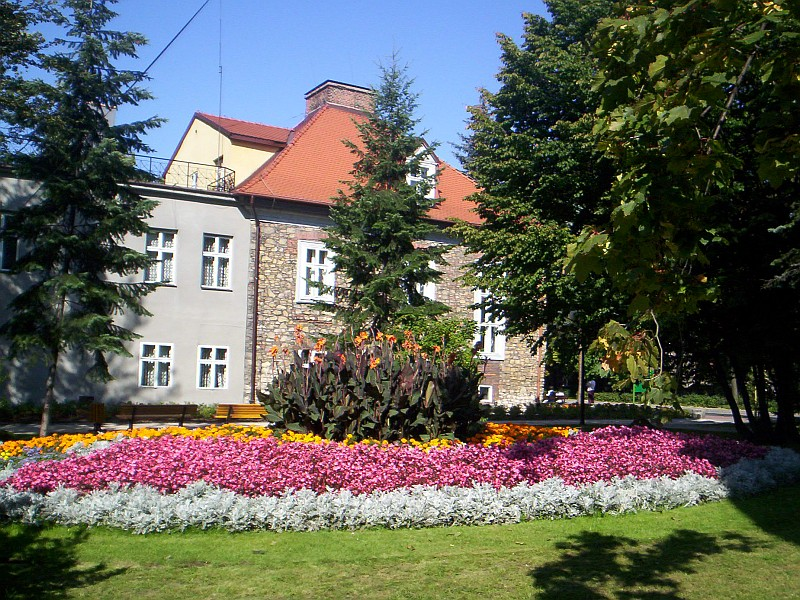
Museum
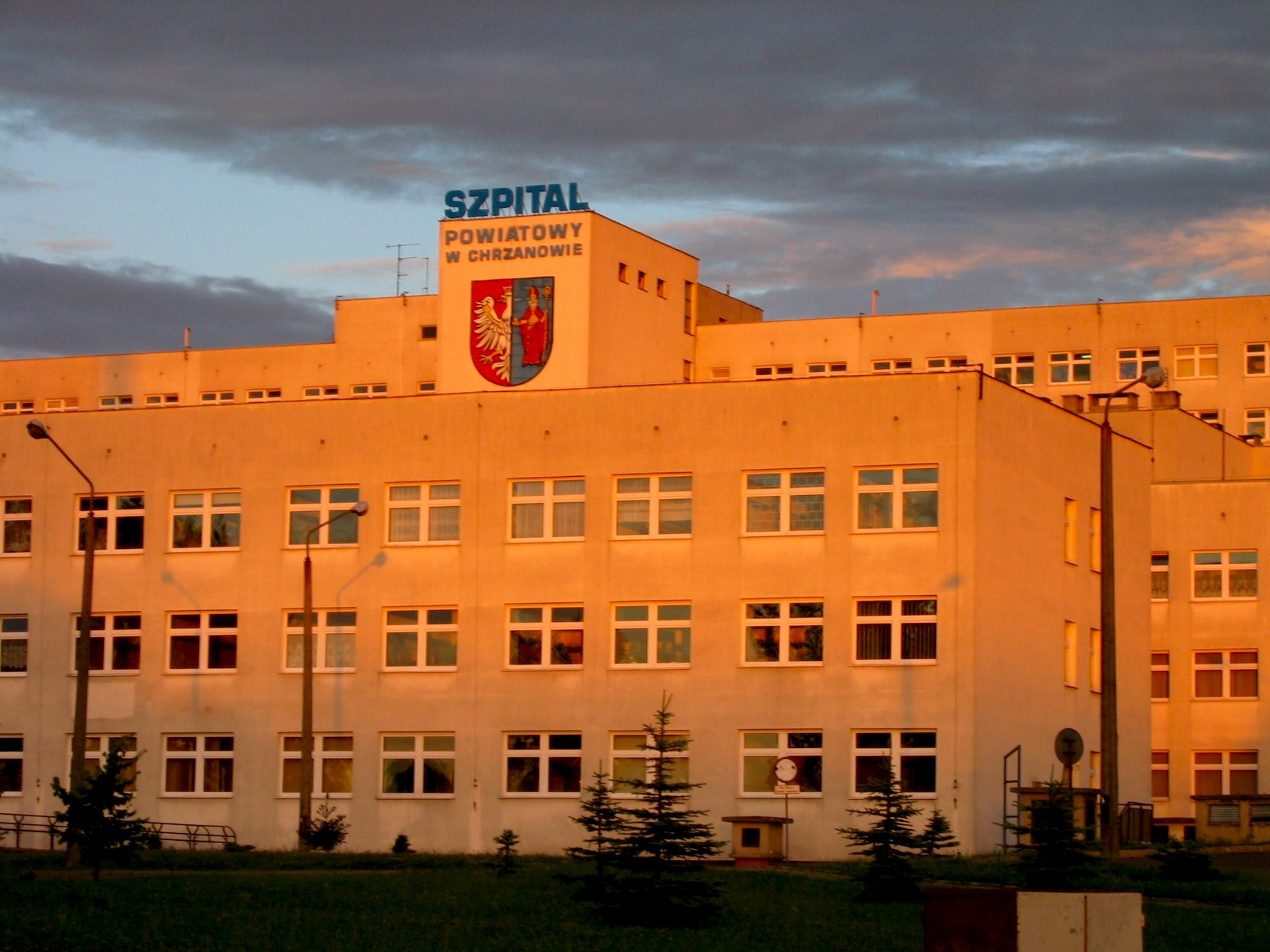
Ziekenhuis
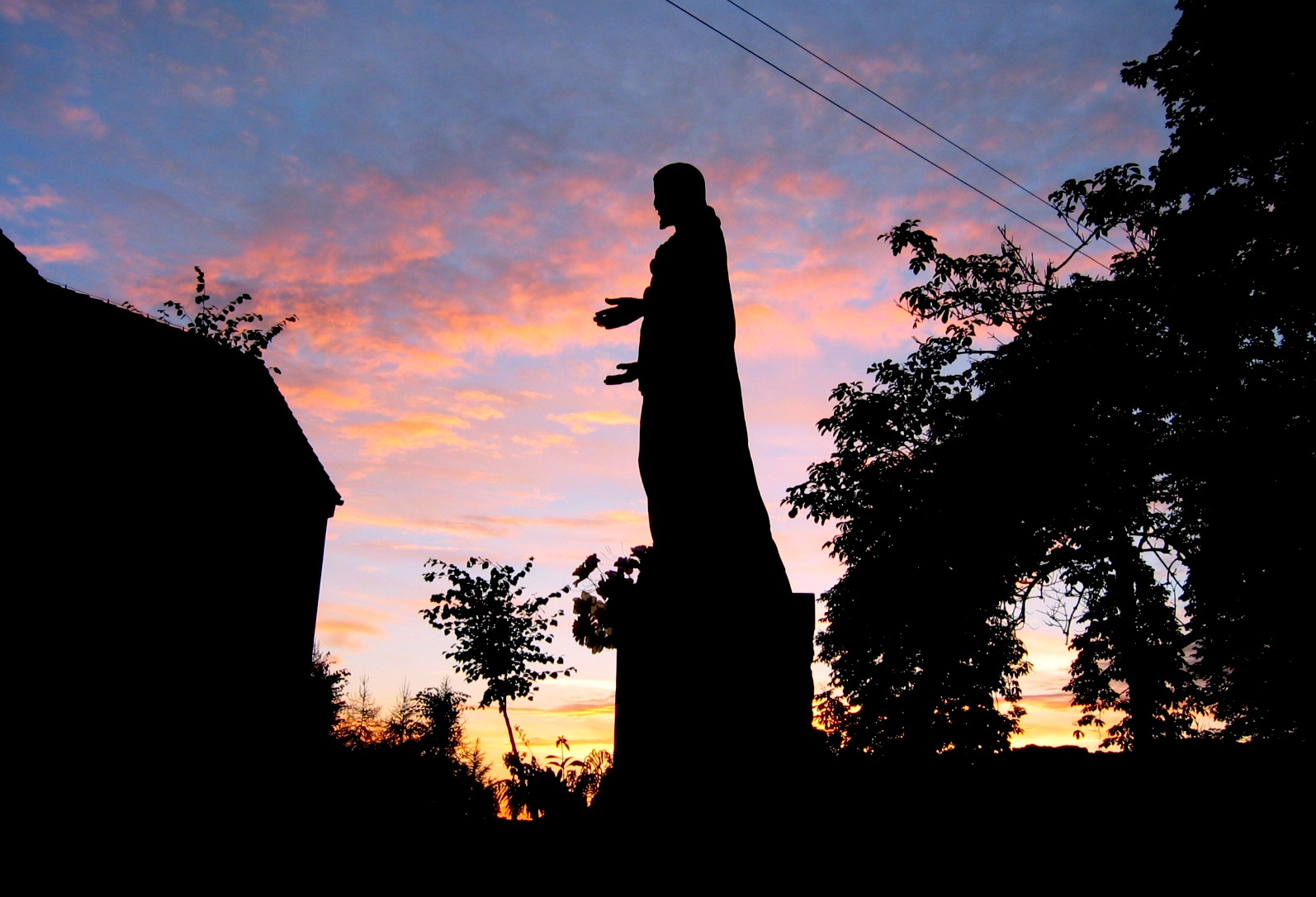
Standbeeld van Jezus
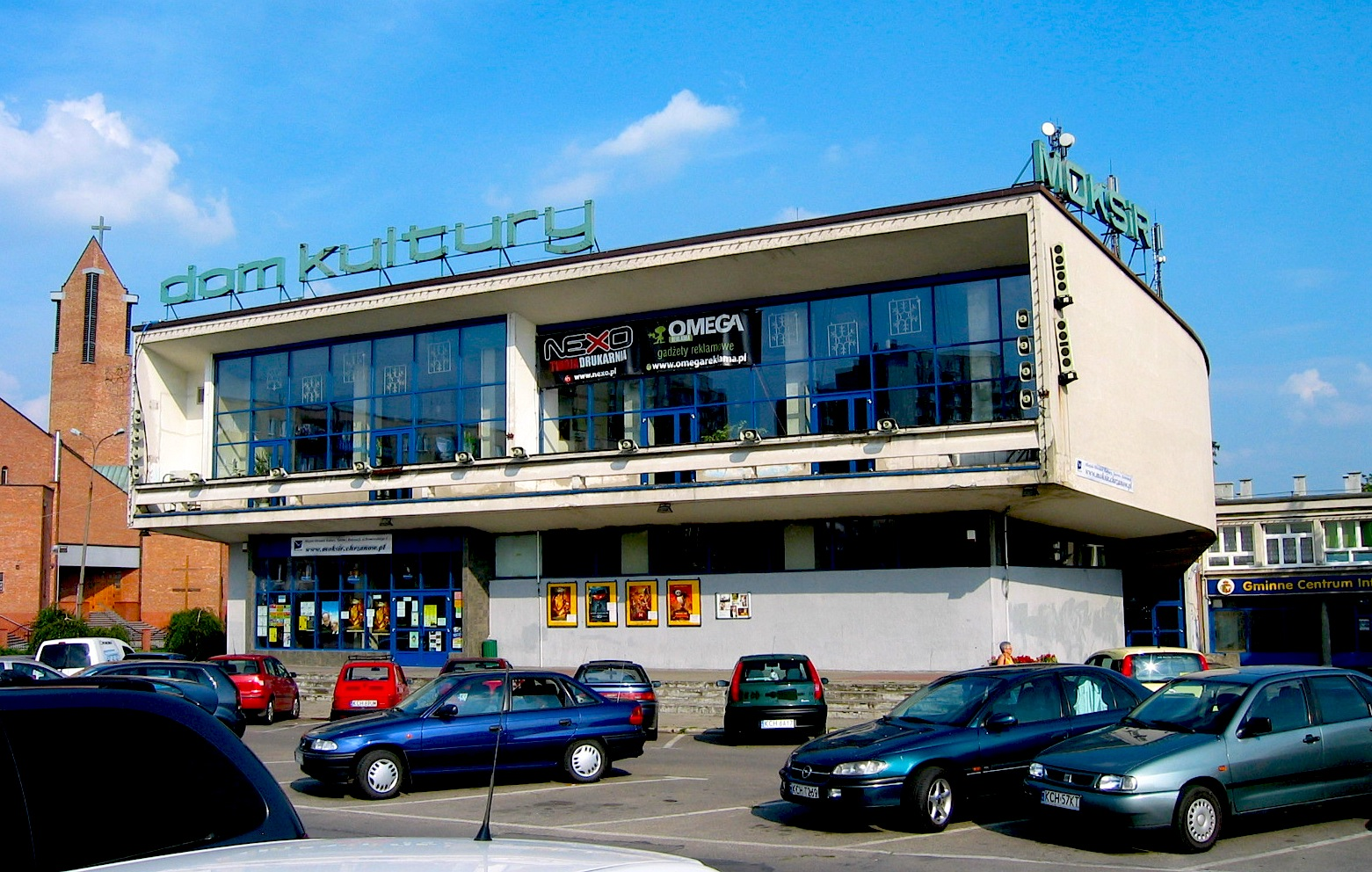
Cultureel centrum